# Carlos Latre

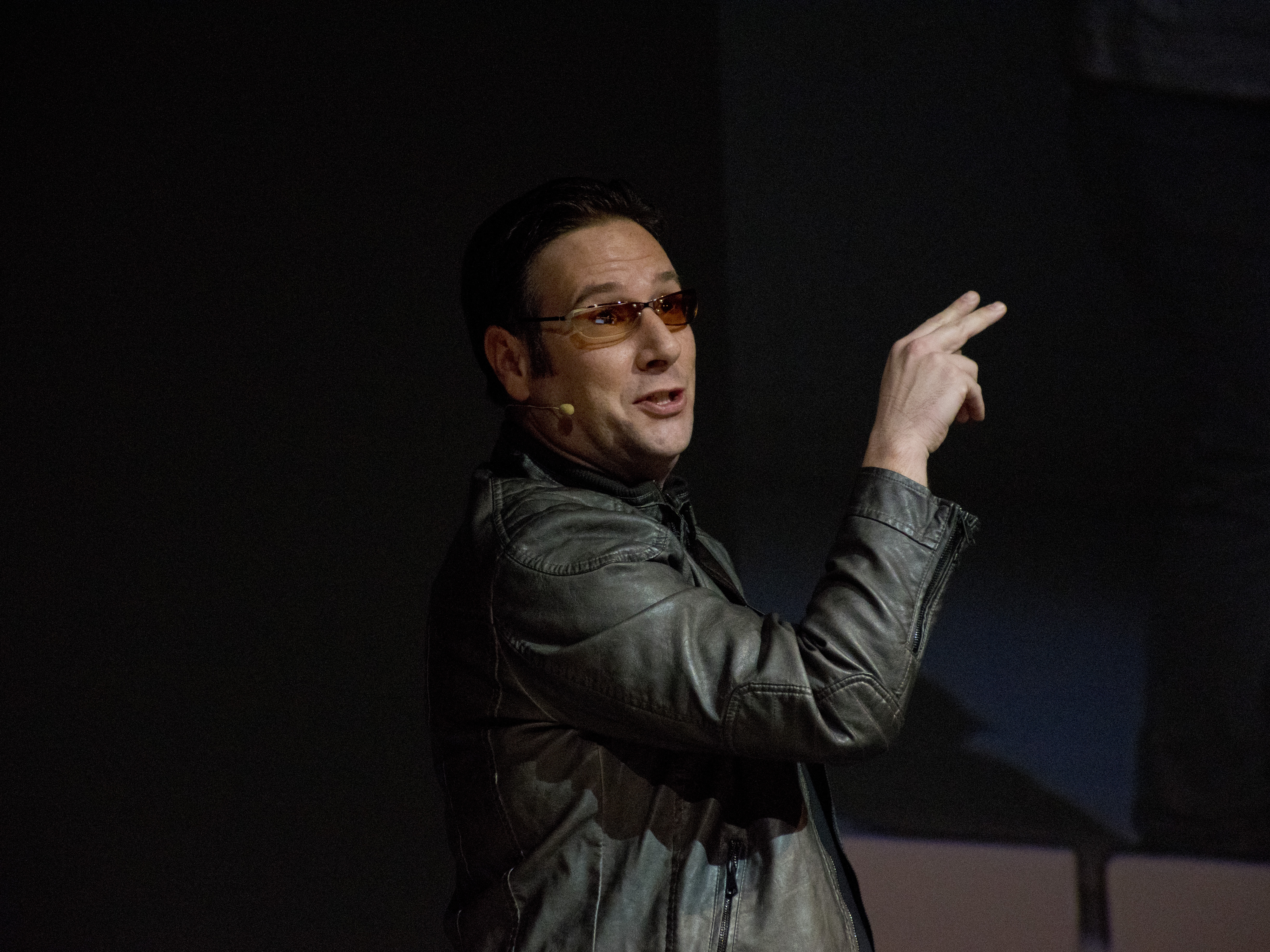
Carlos Latre, 2015

Carlos Latre (* 30. Januar 1979 in Castellón de la Plana) ist ein spanischer Synchronsprecher und Komiker.
Er parodierte u. a. La Pitonisa Lola, Dinio, Pepe Navarro, Boris Izaguirre, la Duquesa de Alba, Rosa López, Jorge Berrocal, Joaquín Sabina, Jesús Quintero, Carmen Vijande, Toni Genil, Leonardo Dantés, José Manuel Parada oder la Pantoja de Puerto Rico. Er arbeitete in den Radiostationen Cadena SER, 40 Principales oder Cadena Dial. 1999 ging er von Tarragona nach Barcelona.

## Filmografie

### Film
- 2003: El oro de Moscú
- 2005: Torrente 3: el protector

### Fernsehen
- 1999: TV3,  Xou com sou
- Telecinco, Crónicas marcianas
- 2003: Telecinco, Latrelevisión
- 2005–2006: Cuatro, Maracaná

## Synchronsprecher
- La increíble pero cierta historia de Caperucita Roja
- Dschungelbuch 2.
- Pinocchio 3000